# Gian Lorenzo Bernini
Gian Lorenzo Bernini (cũng viết là Gianlorenzo hay Giovanni Lorenzo) (sinh ở Napoli ngày 7 tháng 12 năm 1598 - mất ở Roma, ngày 28 tháng 11 năm 1680) là một nghệ sĩ người Ý đã làm việc chủ yếu ở Roma. Ông là nhà điêu khắc hàng đầu của thời đại của mình, được ghi nhận là người tạo ra các phong cách Baroque trong điêu khắc, và cũng là một kiến trúc sư nổi bật. Ngoài ra ông còn vẽ, viết kịch, tác phẩm bằng kim loại và thiết kế phối cảnh.
Gian Lorenzo Bernini năm 7 tuổi đã thu hút sự chú ý của Giáo hoàng Paul V bằng bức tranh phác thảo. Lúc lên 16 tuổi, cậu cũng điêu khắc anh hùng thánh Lawrence.
Ông đã thiết kế quảng trường nằm trước Nhà thờ Thánh Peter ở Vatican. Gian Lorenzo Bernini đã mất 11 năm để hoàn thành công trình này, dưới sự chỉ đạo của Giáo hoàng Alexander VII với mục đích "tạo điều kiện để có nhiều người nhìn thấy Giáo hoàng nhất".
Ông cũng là người thiết kế kiến trú Fontana dei Quattro Fiumi, điêu khắc L'Estasi di Santa Teresa, tượng David.

## Tiểu sử
Bernini sinh ở Napoli trong một gia đình cha là nhà điêu khắc trường phái kiểu cách, Pietro Bernini, người quê ở Florence, và mẹ là Angelica Galante, một người Neapoli, ông là người con thứ 6 trong gia đình 13 con. Năm 1606, lúc lên 8 tuổi, cậu đi cùng cha đến Roma, nơi Pietro đã thực hiện một số dự án cao cấp. Tại đó, kỹ năng của cậu bé Gianlorenzo đã được phát hiện bởi họa sĩ Annibale Carracci và bởi Giáo hoàng Paul V, và cậu đã sớm trở thành người được đỡ đầu của Hồng y Scipione Borghese, cháu Giáo hoàng. Tác phẩm đầu tiên của cậu lấy cảm hứng từ điêu khắc Hy Lạp cổ đại.

## Một số tác phẩm

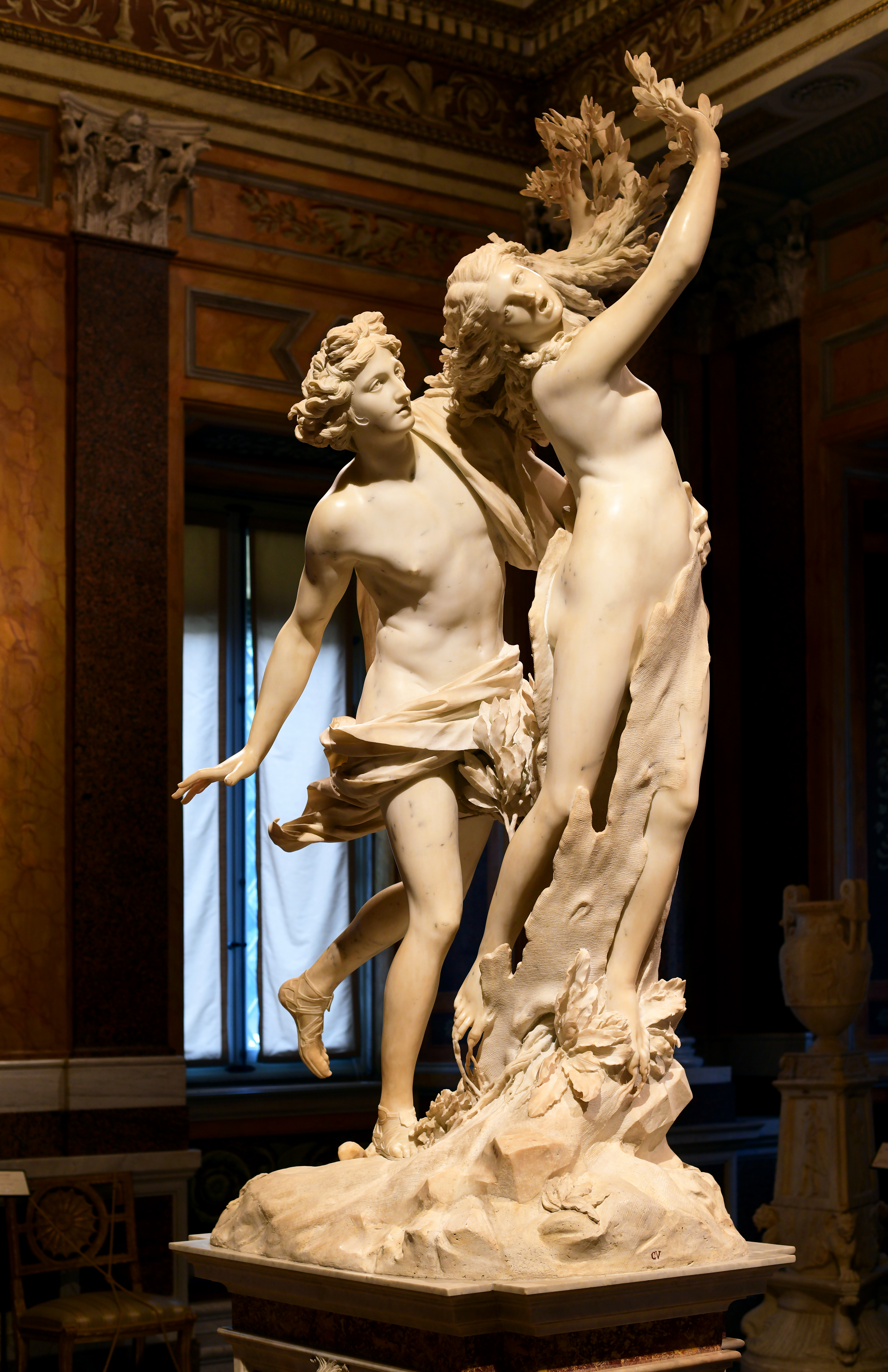
Apollo và Daphne (1622–1625)

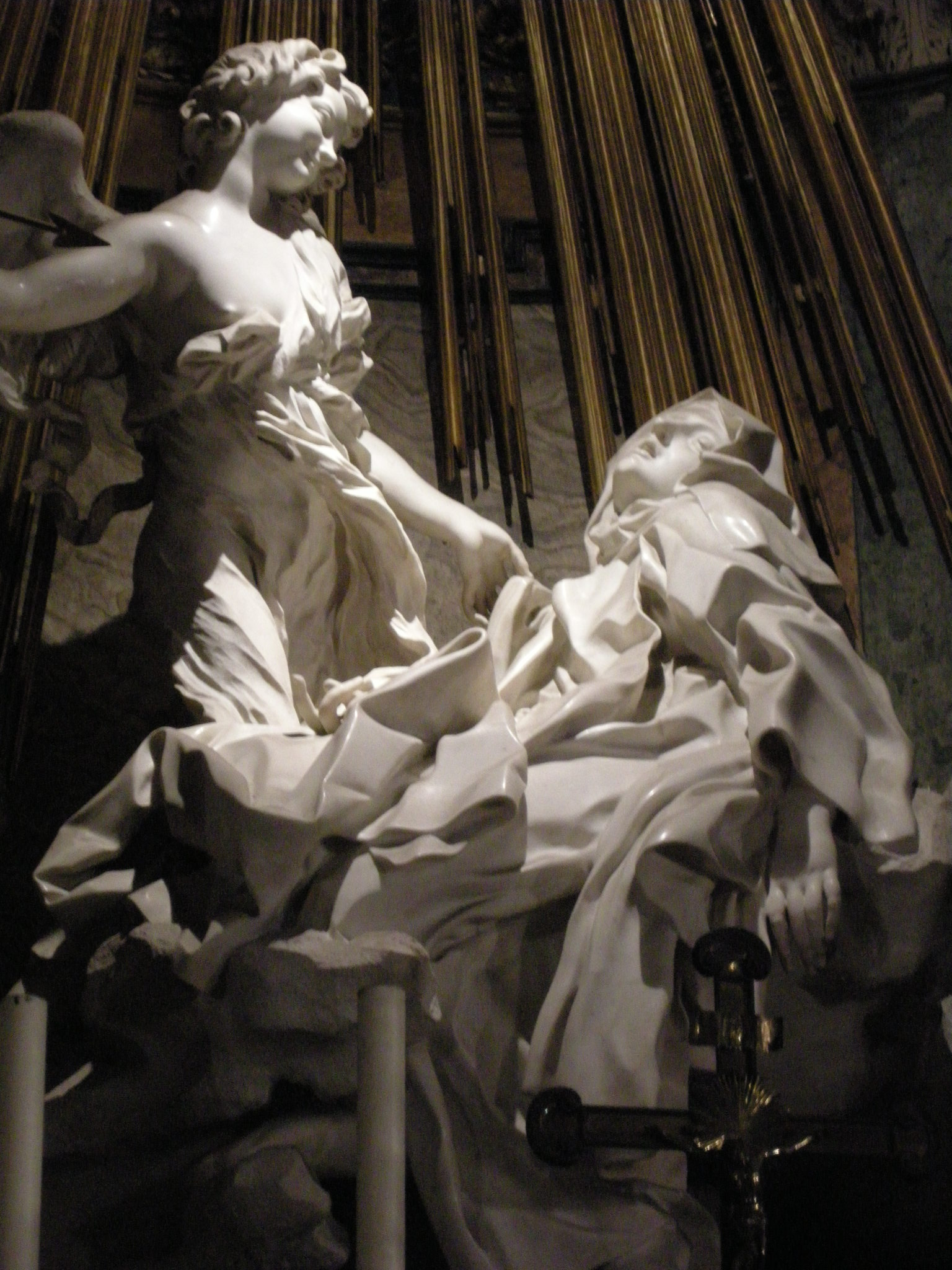
Ecstasy of St. Theresa (1647–1652)

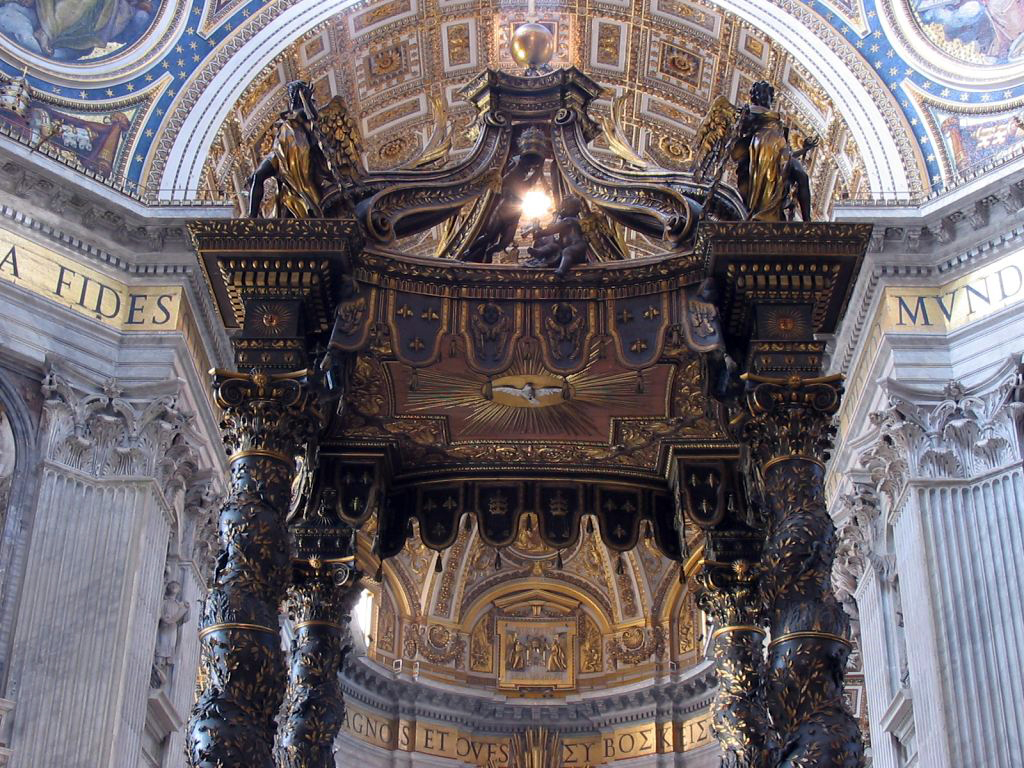
St. Peter's baldachin